# Lactação artificial
A lactação artificial é a alimentação da lactante com leite artificial (preparados lácteos provenientes principalmente do leite de vaca). A denominada "lactação artificial" foi inventada no final do século XIX, aplicada à alimentação de vacas e outros animais de granja, para dar saída aos excedentes de produção de leite de vaca, que era conservado em pó e reidratado posteriormente para seu uso. Alguns anos depois, por iniciativa da empresa de Henri Nestlé, iniciou-se seu uso em humanos. Alcançou sua máxima popularidade na década de 1960. Posteriormente tem-se diminuído seu uso ao demonstrarem-se desvantagens deste tipo de alimentação com respeito ao aleitamento materno.